# Esiliiga 1999
L'edizione 1999 fu la 9ª edizione dell'Esiliiga. Vide la vittoria finale del Kuressaare.

## Formula
Dopo la precedente stagione di transizione questo torneo fu disputato lungo tutto l'anno solare; 
le 8 squadre partecipanti disputarono il campionato incontrandosi in due gironi di andata e e due di ritorno, per un totale di 28 giornate. Erano previsti una promozione diretta, un play-off spareggio con la penultima (settima) di Meistriliiga e un play-out.

## Squadre partecipanti
| Club                | Città        | Stagione precedente                 |
| ------------------- | ------------ | ----------------------------------- |
| Kalev Sillamäe      | Sillamäe     | 5º posto                            |
| Kuressaare          | Kuressaare   | 6º posto                            |
| FC Lelle            | Lelle        | 1º nel girone Sud/Ovest di II Liiga |
| Lootus Kohtla-Järve | Kohtla-Järve | 3º posto                            |
| Maardu              | Maardu       | Squadra di nuova fondazione         |
| MC Tallinn          | Tallinn      | 2º nel girone Nord/Est di II Liiga  |
| Vigri Tallinn       | Tallinn      | 2º posto                            |
| Valga               | Valga        | 4º posto                            |

## Classifica finale
|  | Pos. | Squadra             | Pt | G  | V  | N | P  | GF | GS | DR  |
|  | ---- | ------------------- | -- | -- | -- | - | -- | -- | -- | --- |
|  | 1    | Kuressaare          | 67 | 28 | 21 | 4 | 3  | 92 | 25 | +67 |
|  | 2    | Lootus Kohtla-Järve | 65 | 28 | 21 | 2 | 5  | 80 | 33 | +47 |
|  | 3    | Vigri Tallinn       | 60 | 28 | 18 | 6 | 4  | 70 | 28 | +42 |
|  | 4    | Valga               | 35 | 28 | 11 | 2 | 15 | 34 | 59 | -15 |
|  | 5    | MC Tallinn          | 31 | 28 | 9  | 4 | 15 | 39 | 73 | -34 |
|  | 6    | Maardu              | 30 | 28 | 8  | 6 | 14 | 47 | 59 | -12 |
|  | 7    | FC Lelle            | 17 | 28 | 5  | 2 | 21 | 26 | 75 | -49 |
|  | 8    | Kalev Sillamäe      | 17 | 28 | 5  | 2 | 21 | 26 | 62 | -36 |

### Spareggio promozione/retrocessione per Meistriliiga
| 6 novembre 1999 | Lootus Kohtla-Järve | 0 – 3 | Lelle |  |

| 14 novembre 1999 | Lelle | 1 – 2 | Lootus Kohtla-Järve |  |

Il Lootus perde lo spareggio.

### Spareggio promozione/retrocessione per Esiliiga
Non disputati.

### Verdetti
- Kuressaare promosso in Meistriliiga 2000.
- Lootus e Valga ripescati in Meistriliiga.
- Kalev Sillamäe retrocesso in II Liiga.
- Vigri Tallinn non iscritto alla stagione successiva.